# Delley (Fribourg)
Pour les articles homonymes, voir Delley.
Delley est une ancienne commune et une localité du canton de Fribourg, située dans le district de la Broye.

## Histoire
Situé au bord du lac de Neuchâtel, le village de Delley est le siège d'une seigneurie (comprenant également le village voisin de Portalban) acquise successivement par la famille d'Agnens en 1268, par Pierre II de Savoie, puis par la famille Castella en 1679 ; ces derniers y firent construire une maison de campagne au début du XVIIIe siècle. 
Le village est successivement inclus dans le bailliage d'Estavayer dès 1536, dans le district d'Estavayer en 1798, le district de Montagny en 1804, le district de Dompierre de 1831 avant de rejoindre le district de la Broye nouvellement créé en 1848. 
En 2005, la commune a fusionné avec sa voisine Portalban pour former la nouvelle commune de Delley-Portalban.